# Charlie Jowitt
Charlie Jowitt là một cầu thủ bóng đá người Anh thi đấu ở vị trí thủ môn.